# Lola de la Torre
Dolores de la Torre Champsaur, conocida como Lola de la Torre, fue pionera de la musicología en Canarias y profesora de canto y música nacida en 1902 en Las Palmas de Gran Canaria.

## Biografía
Lola de la Torre nació el 25 de septiembre de 1902 en Las Palmas de Gran Canaria, hija del barítono de fama internacional Néstor de la Torre Comminges y de Dolores Champsaur Millares. En ella, por tanto, confluyen diversas tradiciones familiares, artísticas y musicales que se pondrán de manifiesto en su trayectoria vital.
Empezó sus estudios de bachillerato en la isla de Tenerife donde se habían trasladado sus padres, y con diez años empieza sus estudios de piano con Antonio Bonnin Fuster. En 1918 su familia vuelve a mudarse a Las Palmas y allí termina sus estudios de bachillerato e inicia su currículum de conciertos con un recital en beneficio de la Escuela Luján Pérez.
Poco después, en 1920, su familia se trasladó a La Habana donde empezó a desarrollar una carrera artística de primer nivel.
Participó en frecuentes recitales y en 1921 cantó en el estreno de la obra El caminante de Eduardo Sánchez de Fuentes, dirigida por el autor en el Teatro Nacional de La Habana. Participó también entonces en las audiciones de música contemporánea organizadas por el grupo "Nueva Música" que dirigía Alejo Carpentier. Y tuvo también la oportunidad y el honor de actuar en conciertos junto a Joaquín Turina y Beniamino Gigli.
En 1930 regresó a Tenerife y empezó a trabajar como profesora de canto. Posteriormente se trasladó a Madrid para convalidar sus estudios musicales y obtuvo las máximas calificaciones y el Primer Premio de Canto en el concurso de fin de carrera. En 1932 trabajó sobre música antigua española en el Centro de Estudios Históricos bajo la dirección del profesor Eduardo Martínez Torner. En 1933 contrajo matrimonio, en Madrid, con el intelectual tinerfeño Juan Manuel Trujillo Torres.
En 1938, en plena Guerra Civil, se encuentra en Barcelona donde obtiene una plaza por oposición de profesora especial de música para las escuelas nacionales de Cataluña, en concreto para la escuela de Hospitalet de Llobregat. Con el final de la guerra y la victoria del bando nacional pierde su plaza y vuelve a Canarias donde empieza a impartir clases particulares en Tenerife y en Gran Canaria.
En 1949, por motivos económicos, se ve obligada a regresar con su marido y su única hija a La Habana, donde reanuda con éxito sus tareas pedagógicas, concertísticas y culturales. Una grave enfermedad pulmonar de Juan Manuel Trujillo, quien no soporta el clima cubano, les obliga a regresar a Madrid en 1952, donde Juan Manuel se trata y Lola asume clases como profesora del Colegio Estudio de Jimena Menéndez Pidal, hasta que Juan Manuel Trujillo se repone y regresan al clima benigno de Las Palmas de Gran Canaria en 1954. Aquí asume de nuevo clases particulares de canto, colabora con las asociaciones culturales, funda en 1956 la delegación de Las Palmas de las Juventudes Musicales Internacionales, enseñando a un grupo de jóvenes a asumir tareas gestoras y directivas, y es también nombrada profesora de música de la Universidad Internacional de Las Palmas y, más adelante, de los cursos para extranjeros organizados por la Universidad de La Laguna en el Puerto de la Cruz.
Finalmente, fue nombrada profesora de canto del Conservatorio Profesional de Música de Las Palmas en 1975, hasta su jubilación.
Desde 1957, siguiendo las pautas acordadas con Martínez Torner en Madrid a mediados de los años treinta, se interesa por el archivo y la historia de la capilla de música de la catedral de Las Palmas, dedicándose ella y Juan Manuel Trujillo, desinteresadamente, a ordenar la música, a realizar el catálogo de las más de dos mil obras allí guardadas, y a extraer de las actas capitulares todas las noticias referentes a la actividad musical en el primer templo canario, desde el siglo XVI hasta el siglo XIX.
Dicha tarea se prolongó durante más de treinta años, y dio lugar a un gran archivo, hoy depositado en el Museo Canario, con copia de todo lo investigado. Fruto de ello fueron sus publicaciones del catálogo musical catedralicio en la revista El Museo Canario (años 1964-66), un libro con el documentario del siglo XVI publicado por la Sociedad Española de Musicología en 1983, y la serie de documentos desde principios del siglo XVII en adelante que comenzaron a publicarse en la revista del Museo Canario en 1995 y que han continuado saliendo año a año hasta 2010, preparados y digitalizados por sus discípulos.
Constituye esta gran aportación la base para la Historia de la Música en Canarias. Al mismo tiempo, habiendo investigado también en Tenerife y otras islas, dejó en su archivo noticias de compositores canarios, partituras y numerosa documentación del máximo interés.
Su labor fue continuada en Gran Canaria por Lothar Siemens Hernández que fundó el Departamento de Musicología del Museo Canario.
Lola de la Torre falleció el 19 de febrero de 1998 en Las Palmas de Gran Canaria.

## Trabajos de investigación
- 1963: Publicación de su estudio sobre el compositor barroco Sebastián Durón, en la revista El Museo Canario

- 1964-65: publicación de su trabajo "El archivo musical de la Catedral de Las Palmas" en la revista El Museo Canario.

- 1969: Premio “125º Aniversario de la fundación del Gabinete Literario”, por su investigación sobre la música de los ilustrados en Gran Canaria.

- 1969: Premio de Erudición “Viera y Clavijo”, modalidad de Letras, por su trabajo “Noticias sobre Diego Durón Maestro de Capilla de la Catedral de Las Palmas”.

- 1979: publicación de “La capilla de música de la Catedral de Las Palmas”, en Historia general de las Islas Canarias. Las Palmas de Gran Canaria: Edirca.

- 1980: publicación de Noticias sobre el compositor Eugenio Domínguez Guillén (1822-1846).Santa Cruz de Tenerife: Cabildo Insular.

- 1983: publicación de La música en la Catedral de Las Palmas, 1514-1600: Documentos para su estudio.Madrid: Sociedad Española de Sociología.

## Distinciones
Señala Fernando Betancor Pérez que:

"[...] El reconocimiento a la aportación de Lola de la Torre a la cultura e investigación musicológica ha sido mostrado en múltiples ocasiones. La nominación de una calle con su nombre en Las Palmas de Gran Canaria constituye, sin duda, una de ellas. Además, esta misma ciudad la nombró Hija Predilecta en 1983, siendo 10 años más tarde merecedora de la medalla de oro otorgada por el Gobierno de Canarias, una de las primeras ocasiones en que tal galardón se le concedía a una mujer.
"

- (1983)  Hija predilecta de Las Palmas de Gran Canaria
- (1983) Socia de honor de El Museo Canario.
- (1993) Medalla de Oro de Canarias